# 11792 Sidorovsky
11792 Sidorovsky este un asteroid din centura principală de asteroizi.

## Descriere
11792 Sidorovsky este un asteroid din centura principală de asteroizi. A fost descoperit pe 26 septembrie 1978 la Observatorul de Astrofizică din Crimeea de Liudmila Juravliova. Asteroidul prezintă o orbită caracterizată de o semiaxă mare de 2,62 ua, o excentricitate de 0,29 și o înclinație de 4,5° în raport cu ecliptica.